# قضاء زاخو
قضاء زاخو (بالكردية: قەزای زاخۆ، Navçeya Zaxo‏) هو قضاء في شمال غرب محافظة دهوك في إقليم كردستان العراق، مركزها الإداري مدينة زاخو.

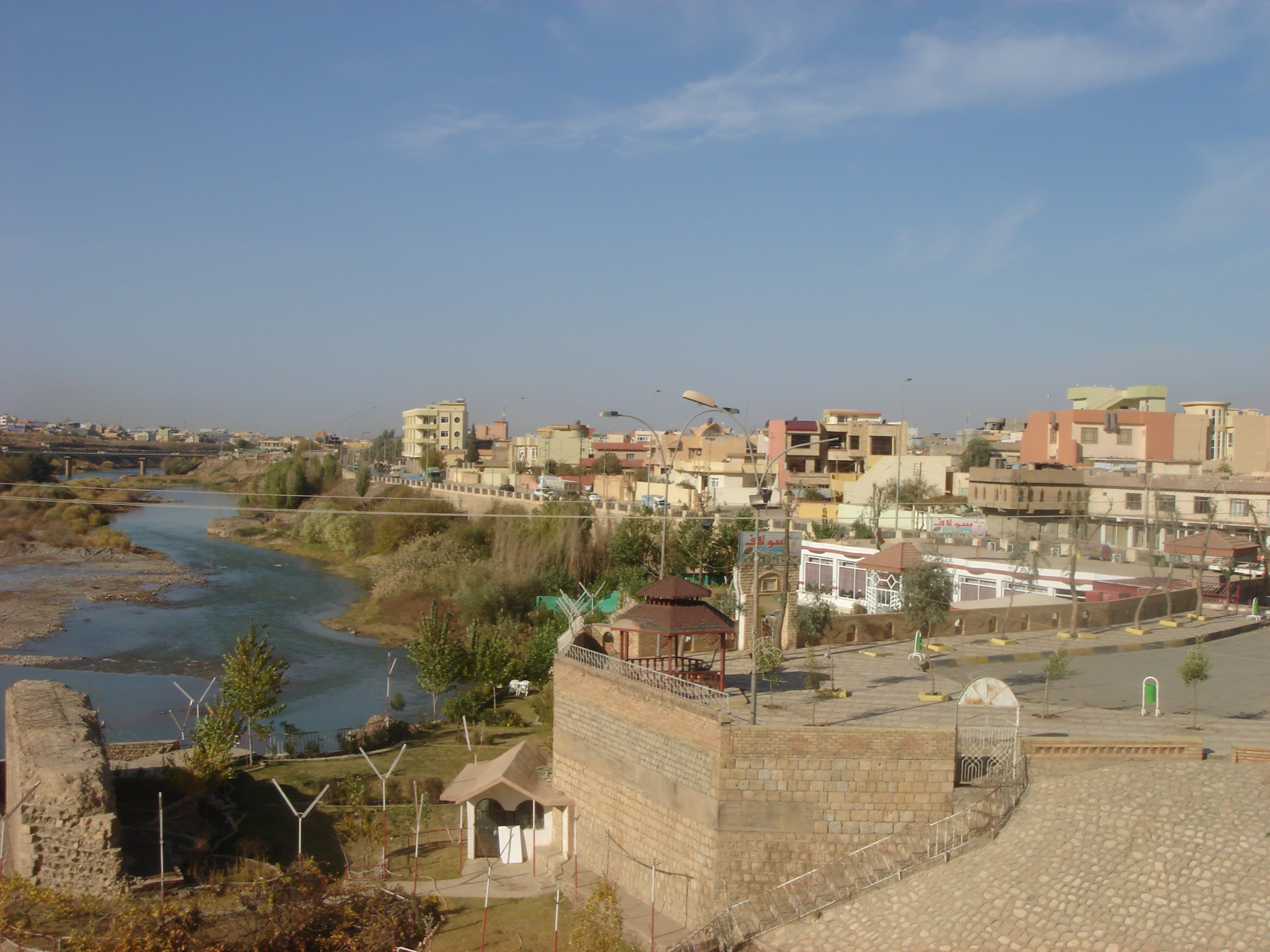
لقطة لنهر الخابور في مدينة زاخو

يعد من أهم الاقضية في المحافظة كونه يتصل بتركيا ومركز هذا القضاء هي مدينة زاخو والتي تقع على نهر الخابور الذي يمر في وسطها ويشكل خطين ليقطع المدينة إلى نصفين وقد بني على إحدى روافده جسر قديم يرجع تاريخه إلى عهد الامارة البهدينية ويشتهر قضاء زاخو بزراعة اشجار الجوز والرمان بسبب اراضيها الخصبة ومياهها الوفيرة حيث ان انتاجها لهذه المحاصيل يكون كبيراً إضافة إلى انها تشكل المصدر الرئيسي لخياطة الالبسة الكوردية بالرغم من ان هذه الصنعة قد قلت بسبب عدم وجود المواد الاساسية لها الا انها ما زلت باقية ومن ابرز معالم هذا القضاء جسر دلال وقلعة زاخو وقلعة قوباد باشا واثار كيسته ويبعد مركز القضاء عن مركز المحافظة بـ 58 كم وتبلغ مساحة القضاء حوالي 1378 كم مربع والنواحي التابعة له هي ناحية رزكاري وناحية دركار وناحية باتيفا